# Masgrau (Sant Vicenç de Torelló)
Masgrau és una masia de Sant Vicenç de Torelló (Osona) inclosa a l'Inventari del Patrimoni Arquitectònic de Catalunya.

## Descripció
Edifici civil. Masia de planta rectangular coberta a dues vessants amb el carener paral·lel a la façana, orientada a migdia. Presenta un portal rectangular amb llinda datada. Consta de planta baixa, pis i golfes. A la part dreta i dins el cos de l'edificació s'obren unes galeries de petites dimensions a nivell del primer pis. La casa està envoltada de dependències agrícoles i a pocs metres hi ha una granja. L'estat de conservació és bo puix que ha estat arrebossada recentment, deixant la pedra vista a les llindes i elements de ressalt, malgrat alguns afegitons de la part superior.

## Història
Antic mas registrat entre els dotze masos que figuren al fogatge de 1553 de la parròquia i terme de Sant Vicenç de Torelló. Aleshores habitava el mas la vídua de MASGRAU.
El mas es degué reformar al segle xvii, segons indiquen les llindes de la finestra i portal de migdia: 1686 (finestra) i 1691 (portal).